# Куп Милан Цига Васојевић 2023.
Куп Милан Цига Васојевић 2023. године био је одржан по седамнаести пут као национални кошаркашки куп Србије у женској конкуренцији. Домаћин завршног турнира био је Ниш  19. и 20. марта 2023. године, а све утакмице су одигране у Спортском центру Чаир. И ове године је Ниш био домаћин националног купа и у мушкој и женској конкуренцији.
Жреб парова овог издања Купа Милан Цига Васојевић одржан је 7. марта 2023. у просторијама Кошаркашког савеза Србије. Парове су извлачиле кошаркашице клубова учесника Невена Наумчев из Црвене звезде мтс, Тамара Рајић из Краљева, Невена Вучковић из Арт Баскета и Марина Давинић из Партизана 1953.
Црвена звезда МТС је у финалу резултатом 77:55 савладала ривалке из Арт баскета у репризи прошлогодишњег финала. Кошаркашицама Звезде је ово био укупно петнаести трофеј у националном купу, а пети откад то такмичење носи име Милана Циге Васојевића. Признање намењено најкориснијој играчици финалне утакмице освојила је кошаркашица Црвене звезде Челси Кол, чији је индекс корисности износио 24. Најбољи стрелац финала била је Марија Авлијаш, играчица Арт баскета. Она је на овом мечу постигла 18 поена.

## Учесници
На завршном турниру учествује укупно 4 клуба, а право учешћа стекли су клубови који су кроз квалификације пласирали у полуфинале купа.
По овом основу пласман су обезбедили Арт баскет, Краљево, Партизан  и  Црвена звезда.

## Дворана
| Ниш                  | НишКуп Милан Цига Васојевић 2023. на карти Србије |
| Спортски центар Чаир | НишКуп Милан Цига Васојевић 2023. на карти Србије |
| Капацитет: 4.800     | НишКуп Милан Цига Васојевић 2023. на карти Србије |
|                      | НишКуп Милан Цига Васојевић 2023. на карти Србије |

## Полуфинале
| 19. март 2023 17:30 | Извештај | Арт баскет                                                       | 92 : 76 | Партизан 1953                             | Спортски центар Чаир, Ниш Гледаоци: 324 Судије: Ивановић, Ћирић, Николић |  |
| 19. март 2023 17:30 | Извештај | Четвртине: 17:17, 19:18, 32:17, 24:24                            |         |                                           | Спортски центар Чаир, Ниш Гледаоци: 324 Судије: Ивановић, Ћирић, Николић |  |
| 19. март 2023 17:30 | Извештај | Поени: Самарџић 16 Скокови: Вучковић 16 Асистенције: Трипковић 6 |         | Кнежевић 21 Давинић, Кнежевић 9 Давинић 4 | Спортски центар Чаир, Ниш Гледаоци: 324 Судије: Ивановић, Ћирић, Николић |  |

| 19, март 2023 20:00 | Извештај | Црвена звезда МТС                                                      | 64 : 57 | Краљево                         | Спортски центар Чаир, Ниш Гледаоци: 300 Судије: Смиљанић, Јовичин, Стаменковић |  |
| 19, март 2023 20:00 | Извештај | Четвртине: 20:11, 18:16, 14:16, 12:14                                  |         |                                 | Спортски центар Чаир, Ниш Гледаоци: 300 Судије: Смиљанић, Јовичин, Стаменковић |  |
| 19, март 2023 20:00 | Извештај | Поени: Јаковина 18 Скокови: Катанић 11 Асистенције: Катанић, Бојовић 3 |         | Гобељић 19 Гобељић 13 Гобељић 4 | Спортски центар Чаир, Ниш Гледаоци: 300 Судије: Смиљанић, Јовичин, Стаменковић |  |

## Финале
| 20. март 2023 20:00 | Извештај | Арт баскет                                                   | 55 : 77 | Црвена звезда МТС                   | Спортски центар Чаир, Ниш Гледаоци: 300 Судије: Смиљанић, Ивановић, Јовичин |  |
| 20. март 2023 20:00 | Извештај | Поени: Авлијаш 18 Скокови: Митровић 8 Асистенције: Авлијаш 6 |         | Хол, Бојовић 17 Бојовић 8 Катанић 5 | Спортски центар Чаир, Ниш Гледаоци: 300 Судије: Смиљанић, Ивановић, Јовичин |  |

| Победник Купа Милан Цига Васојевић 2023. |
| ---------------------------------------- |
| ЖКК Црвена звезда 5. титула              |